# Gmina Selnica ob Dravi
Selnica ob Dravi – gmina w Słowenii. W 2002 roku liczyła 4587 mieszkańców.

## Miejscowości
Miejscowości wchodzące w skład gminy Selnica ob Dravi:

- Črešnjevec ob Dravi
- Fala
- Gradišče na Kozjaku
- Janževa Gora
- Selnica ob Dravi – siedziba gminy
- Spodnja Selnica
- Spodnji Boč
- Spodnji Slemen
- Sveti Duh na Ostrem Vrhu
- Veliki Boč
- Vurmat
- Zgornja Selnica
- Zgornji Boč
- Zgornji Slemen